# Hymenochaete epichlora
Hymenochaete epichlora är en svampart som först beskrevs av Berk. & M.A. Curtis, och fick sitt nu gällande namn av Mordecai Cubitt Cooke 1880. Hymenochaete epichlora ingår i släktet Hymenochaete och familjen Hymenochaetaceae.   Inga underarter finns listade i Catalogue of Life.